# Varvara Dewez
Varvara Dewez ou simplement Varvara, née à Lille, est une comédienne et ancienne animatrice-productrice de télévision belge.

## Biographie
Au début des années 80, elle intègre l’École des Arts de la Danse, de la Musique et du Spectacle Lilian Lambert et est admise au Conservatoire royal de musique de Bruxelles dans la section art dramatique. Dès 1982, elle interprète de nombreux rôles au théâtre. 
En 1985, elle participe à la création d’Anima asbl qui inaugure avec « Barabbas » de Ghelderode en 1987 le festival d’été de l’abbaye de Villers-la-Ville. 
Dans le même temps, elle est la « Perséphone » de Stravinsky à l’opéra de Nancy. 
L’année suivante, réouverture du théâtre « les Tréteaux de Bruxelles », salle de 250 places réhabilitée au centre de Bruxelles qui devient le lieu de résidence d’Anima. 
Par la suite, elle est recrutée par RTL-TVI. Elle y présente et crée différents programmes destinés à la jeunesse, tels que Bon Anniversaire, Chambard, Pirates ou Galaxytrouille, sur RTL-TVI et Club RTL dans les années 1990,,,,.
Elle a également joué dans le téléfilm Péril imminent (2003) et dans la série télévisée Rose et Val (2005).

## Théâtre
- Isabelle de Moursoy, Godfroid de Bouillon et Dieu le Veut de Claude Rappé, château de Bouillon et tournée (1982)

- Mimosa, Le Sacrifice du Bourreau de René de Obaldia, Centre Brueghel à Bruxelles (1983)

- La choryphée, Electre d’Euripide, théâtre Saint Michel à Bruxelles (1983)

- Assistante mise en scène, L’Atelier de Jean-Claude Grumberg, centre culturel juif à Bruxelles (1984)

- Julie, Joyeuses Pâques de Jean Poiret, théâtre Royal des Galeries à Bruxelles et tournée (1984)
- Ghislaine, Coup de Soleil de Marcel Mithois, théâtre Royal des Galeries à Bruxelles (1985)

- Gertrude, Les Survivants de Claude Spaak, théâtre Saint Michel à Bruxelles (1985)
- Corinne, Les Filles de Jean Marsan, théâtre Royal des Galeries à Bruxelles et tournée (1986)

- Else, Mademoiselle Else de Schnitzler, centre Brueghel à Bruxelles (1986)

- Femme de Pilate et assistante mise en scène, Barabbas de Ghelderode, abbaye de Villers-la-Ville (1987)

- Constance, Amadeus de Peter Shaffer, théâtre de Verdure de la Citadelle de Namur et théâtre des Tréteaux de Bruxelles (1988)

- Julie, Monsieur de Pourceaugnac de Molière, festival de Spa et théâtre Royal du Parc à Bruxelles (1988)

- Marianne, Figues après Noël de Ruud de Ridder, théâtre Molière à Bruxelles et tournée (1988)

- Oriane, Renaud et Armide de Cocteau, théâtre des Tréteaux de Bruxelles et festival de Spa (1989)

- Solange, Chérie Noire de François Campaux, théâtre Molière à Bruxelles et tournée (1989)

- Raymonde Chandebise, La Puce à l’Oreille de Feydeau, festivals de Spa et de Welkenraedt, théâtre Royal des Galeries à Bruxelles et tournée(1989)

- Madame de Léry, Un Caprice de Musset, centre Équilibre à Bruxelles (1991)

- Lucienne Valentin, Le Dindon de Feydeau, festival de Welkenraedt, théâtre Royal des Galeries à Bruxelles et tournée (1991)

- Félie, Chaud et froid de Crommelynck, théâtre Royal du Parc à Bruxelles (1992)

- Raymonde Chandebise, La Puce à l’Oreille de Feydeau, théâtre Royal des Galeries à Bruxelles (1997)

- Suzanne, Tailleur pour Dames de Feydeau, théâtre Royal des Galeries à Bruxelles (1998)
- Valérie Miremont et mise en scène, Droits de Succession de Azé et Delcourt, théâtre des Tréteaux de Bruxelles et tournée (1998)
- Stéphanie et coécriture, 1,2,3 Nana[5], théâtre Mercelis à Bruxelles et tournée (2000)

## Opéra
- Perséphone,  Perséphone de Stravinsky et Gide, opéra de Nancy et théâtre Municipal d’Orléans (1987)

## Télévision
- Speakerine, RTL-TVI (1990-1993)
- Concept et animation, Chambard, RTL-TVI (1993-1996)
- V comme Varvara, album Chambard, RTL-TVI (1994)
- Concept, production déléguée et animation, Pirates, RTL-TVI (1996-1999)
- Concept, production déléguée et animation, Bon Anniversaire, RTL-TVI (1997-2001)
- Concept, production déléguée et animation, Galaxytrouille, RTL-TVI (1999-2001)
- Isabelle Charley, Péril Imminent, Christian Bonnet, TF1 (2003)
- La mère d’Alice, Rose et Val, Christian Bonnet, TF1 (2005)